# Krchleby (district de Šumperk)
Pour les articles homonymes, voir Krchleby.
Krchleby (en allemand : Chirles) est une commune du district de Šumperk, dans la région d'Olomouc, en République tchèque. Sa population s'élevait à 180 habitants en 2023.

## Géographie
Krchleby se trouve à 8 km au sud-sud-ouest de Zábřeh, à 21 km au sud-sud-ouest de Šumperk, à 40 km au nord-ouest d'Olomouc et à 174 km à l'est-sud-est de Prague.
La commune est limitée par Hynčina, Dolní Bušínov (un quartier exclavé de la commune de Zábřeh) et Jestřebí au nord, par Mohelnice à l'est, par Mírov au sud, et par Maletín au sud et à l'ouest.

## Histoire
La première mention écrite de la localité date de 1273.

## Galerie

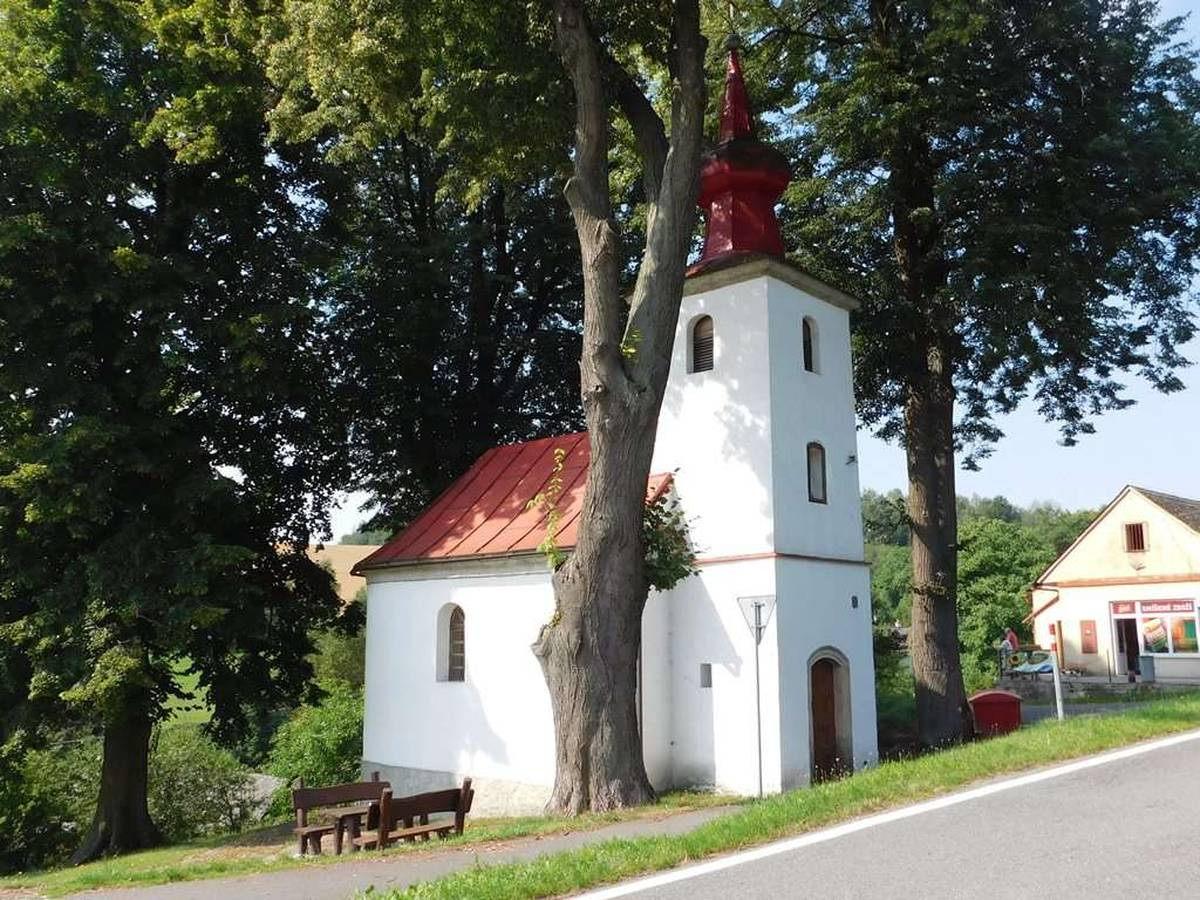
Chapelle à Krchleby.
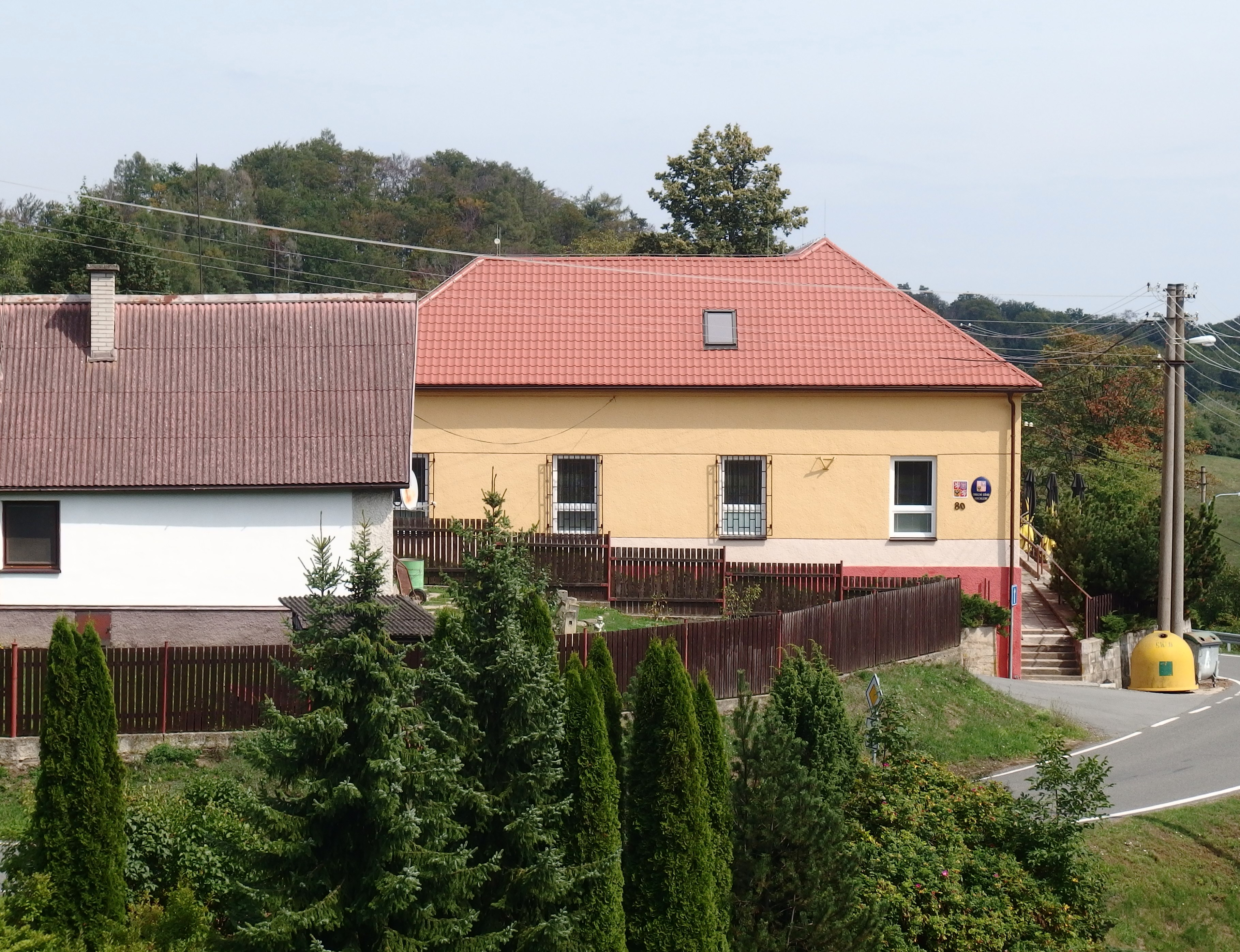
Mairie de Krchleby.

## Transports
Par la route, Krchleby se trouve à 11 km de Zábřeh, à 26 km de Šumperk, à 42 km d'Olomouc et à 208 km de Prague.